# Roy Acuff
Roy Claxton Acuff (Maynardville, 15 settembre 1903 – Nashville, 23 novembre 1992) è stato un cantante statunitense.
Conosciuto con il nome di King of Country Music, è considerato uno dei più importanti interpreti di musica country, avendo trasportato il country dalla sua vecchia forma folkloristica delle origini a una nuova forma più popolare, influenzando molti importanti artisti di tale genere venuti dopo di lui.

## Biografia
Colpito da ipertermia nel 1929 e da un attacco nervoso nel 1930, dovette riporre il suo sogno di giocare con i New York Yankees, e si dedicò alla musica country, debuttando come solista nel 1936. 
Nel 1944 e nel 1948 si candidò senza successo come governatore del Tennessee per il Partito Repubblicano.
Fu iniziato in Massoneria l'11 ottobre 1943 nella East Nashville Lodge No. 560 di Nashville, passò compagno il 10 gennaio 1944 e divenne maestro il 21 febbraio 1944. Nel 1944 entrò nel Rito scozzese antico ed accettato e divenne membro del Capitolo G. Corbitt  No. 147 di Nashville.

## Onorificenze
- Iscritto nella Hollywood Walk of Fame di Los Angeles.
- Ha ricevuto nel 1987 il Grammy Award alla carriera.
- Viene inserito alla posizione numero 14 nella lista di Country Music Television dei 40 più grandi artisti maschili di country.
- Nel 1962 è stato il primo musicista country vivente ad essere inserito nella Country Music Hall of Fame.

## Discografia

### Albums
| Year | Album                        | US Country | Label                |
| ---- | ---------------------------- | ---------- | -------------------- |
| 1949 | Songs of the Smoky Mountains | —          | Columbia HL 9004     |
| 1951 | Old Time Barn Dance          | —          | Columbia HL 9010     |
| 1955 | Songs of the Smoky Mountains | —          | Capitol T 617        |
| 1958 | The Great Speckled Bird      | —          | Harmony HS 11289     |
| 1958 | Favorite Hymns               | —          | MGM E 3707           |
| 1959 | Once More - It's Roy Acuff   | —          | Hickory LPM 101      |
| 1961 | That Glory Bound Train       | —          | Harmony HL 7294      |
| 1962 | Hymn Time                    | —          | MGM E 4044           |
| 1962 | King of Country Music        | —          | Hickory LPS 109      |
| 1963 | Star of the Grand Ole Opry   | —          | Hickory LPS 113      |
| 1963 | The World is His Stage       | —          | Hickory LPS 114      |
| 1963 | American Folk Songs          | —          | Hickory LPS 115      |
| 1964 | The Great Roy Acuff          | —          | Capitol DT 2103      |
| 1964 | Hand Clapping Gospel Songs   | —          | Hickory LPS 117      |
| 1964 | Country Music Hall of Fame   | —          | Hickory LPS 119      |
| 1965 | The Great Roy Acuff          | —          | Harmony HL 7342      |
| 1965 | The Voice of Country Music   | —          | Capitol DT 2276      |
| 1965 | Sacred Songs                 | —          | Metro MS 508         |
| 1965 | Great Train Songs            | —          | Hickory LPS 125      |
| 1966 | Waiting For My Call To Glory | —          | Harmony HL 7376      |
| 1966 | Sings Hank Williams          | —          | Hickory LPS 134      |
| 1966 | Roy Acuff                    | —          | Hilltop JS 6028      |
| 1967 | Famous Opry Favorites        | —          | Hickory LPS 139      |
| 1968 | A Living Legend              | —          | Hickory LPS 145      |
| 1969 | Treasury of Country Hits     | —          | Hickory LPS 147      |
| 1970 | Greatest Hits                | —          | Columbia CS 1034     |
| 1970 | Night Train to Memphis       | —          | Harmony HS 11403     |
| 1970 | Time                         | —          | Hickory LPS 156      |
| 1970 | Country                      | —          | Hilltop JS 6090      |
| 1971 | I Saw the Light              | —          | Hickory LPS 158      |
| 1972 | Why Is                       | —          | Hickory LPS 162      |
| 1974 | Back in the Country          | 44         | Hickory/MGM H3F 4507 |
| 1975 | Smoky Mountain Memories      | —          | Hickory MGM H3G 4517 |
| 1975 | That's Country               | —          | Hickory MGM H3G 4521 |
| 1975 | Wabash Cannonball            | —          | Hilltop JS 6162      |
| 1978 | Greatest Hits Vol. 1         | —          | Elektra 9E 302       |
| 1980 | Greatest Hits Vol. 2         | —          | Elektra 9E 303       |
| 1982 | Back in the Country          | 53         | Elektra E1 60012     |
| 1983 | Roy Acuff                    | —          | Time Life            |
| 1984 | Steamboat Whistle Blues      | —          | Rounder 23           |
| 1985 | Fly Birdie Fly               | —          | Rounder 24           |
| 1985 | Roy Acuff                    | —          | Columbia 39998       |
| 1987 | All Time Favorites           | —          | Opryland 101         |
| 2007 | Greatest Hits                | —          | Curb D2-78980        |

### Singles
| Year | Single                                     | Posizioni in classifica | Posizioni in classifica | Posizioni in classifica | Album                      |
| Year | Single                                     | US Country              | US                      | CAN Country             | Album                      |
| ---- | ------------------------------------------ | ----------------------- | ----------------------- | ----------------------- | -------------------------- |
| 1936 | "Great Speckled Bird"                      | —                       | —                       | —                       | singles only               |
| 1936 | "Wabash Cannon Ball"                       | —                       | —                       | —                       | singles only               |
| 1941 | "Worried Mind"                             | —                       | —                       | —                       | singles only               |
| 1944 | "The Prodigal Son"                         | 4                       | 13                      | —                       | singles only               |
| 1944 | "I'll Forgive You But I Can't Forget"      | 3                       | 21                      | —                       | singles only               |
| 1944 | "Write Me Sweetheart"                      | 6                       | —                       | —                       | singles only               |
| 1947 | "(Our Own) Jole Blon"                      | 4                       | —                       | —                       | singles only               |
| 1948 | "The Waltz of the Wind"                    | 8                       | —                       | —                       | singles only               |
| 1948 | "Unloved and Unclaimed"                    | 14                      | —                       | —                       | singles only               |
| 1948 | "This World Can't Stand Long"              | 12                      | —                       | —                       | singles only               |
| 1948 | "Tennessee Waltz"                          | 12                      | —                       | —                       | singles only               |
| 1948 | "A Sinner's Death"                         | 14                      | —                       | —                       | singles only               |
| 1958 | "Once More"                                | 8                       | —                       | —                       | Once More - It's Roy Acuff |
| 1959 | "So Many Times"                            | 16                      | —                       | —                       | Once More - It's Roy Acuff |
| 1959 | "Come and Knock (On the Door of My Heart)" | 20                      | —                       | —                       | Once More - It's Roy Acuff |
| 1965 | "Freight Train Blues"                      | 45                      | —                       | —                       | single only                |
| 1973 | "Just a Friend"                            | —                       | —                       | 77                      | Smoky Mountain Memories    |
| 1974 | "Back in the Country"                      | 51                      | —                       | 15                      | Back in the Country        |
| 1974 | "Old Time Sunshine Song"                   | 97                      | —                       | —                       | Back in the Country        |
| 1989 | "The Precious Jewel" (w/ Charlie Louvin)   | 87                      | —                       | —                       | single only                |

### Guest singles
| Year | Single            | Artist                 | US Country | Album                       |
| ---- | ----------------- | ---------------------- | ---------- | --------------------------- |
| 1971 | "I Saw the Light" | Nitty Gritty Dirt Band | 56         | Will the Circle be Unbroken |
| 1985 | "One Big Family"  | Heart of Nashville     | 61         | single only                 |